# مات جونسون (لاعب كرة قدم أمريكية)
مات جونسون (بالإنجليزية: Matt Johnson)‏ هو لاعب كرة قدم أمريكية أمريكي، ولد في 22 يوليو 1989 في أولمبيا في الولايات المتحدة.

## وصلات خارجية
- مات جونسون على موقع إي إس بي إن.كوم (أن.أف.أل)3
- مات جونسون على موقع مرجع كرة القدم المحترفة.كوم (الإنجليزية)